# Tudor Băluță
Tudor Băluță (n. 27 martie 1999, Craiova, România) este un fotbalist român, care joacă pe post de fundaș la Slask Wroclaw în Ekstraklasa. Pe plan internațional, are prezențe la națională pentru România, România Sub-19, România Sub-21 și România U23⁠(d).